# Močvarni stolisnik
Močvarni stolisnik (kihavica, kijavica, lat. Achillea ptarmica), vrsta glavočike, korisna trajnica rasprostranjena po cijeloj Europi, a uvezena i u Sjevernu Ameriku. 
Na području Hrvatske je gotovo nestala, no otkrivena je iznova na jednom lokalitetu u Međimuruju.

## Podvrste
1. Achillea ptarmica subsp. macrocephala (Rupr.) Heimerl
2. Achillea ptarmica subsp. ptarmica
3. Achillea ptarmica var. yezoensis Kitam.